# Seznam maršalov
To je krovni seznam seznamov maršalov po narodnostih.

## Seznam
| - Seznam avstrijskih maršalov - Seznam brazilskih maršalov - Seznam britanskih maršalov | - Seznam finskih maršalov - Seznam francoskih maršalov - Seznam grških maršalov - Seznam italijanskih maršalov | - Seznam nemških maršalov - Seznam poljskih maršalov - seznam sovjetskih maršalov |